# Ice Sharks – Der Tod hat rasiermesserscharfe Zähne
Ice Sharks – Der Tod hat rasiermesserscharfe Zähne (Originaltitel Ice Sharks) ist ein US-amerikanischer Tierhorrorfilm aus dem Jahr 2016 von Emile Edwin Smith, der auch das Drehbuch verfasste.

## Handlung
David und Tracy sind Teil einer arktischen Forschungsgruppe, die an einer Forschungsstation in Grönland erforschen soll, welche Konsequenzen die Erwärmung der Meere auf das Packeis hat. Nach und nach verschwinden einige ihrer Kollegen. Als Verdächtige werden die ansässigen Eisbären vermutet, die auf dem Eis leben und für das Verschwinden der Wissenschaftler verantwortlich sein könnten, da Eisbären Menschen als Nahrung sehen. Als erste Bissspuren an Eisschollen gefunden werden, beginnen einige, nicht mehr an Bärenangriffe zu glauben, da die Bissspuren nicht zu Bären passen. Die einheimischen Ureinwohner der Region, darunter Val Wu und Suluk, vermuten, dass die Gefahr aus dem Meer kommt. Später stellt sich heraus, dass für die Todesfälle eine neue Rasse überaus aggressiver und hungriger Haie, dem Weißen Hai optisch sehr ähnlich, verantwortlich sind.
Wie Eisbrecher können sie mit ihrer Rückenflosse das Packeis brechen und so den Mitarbeitern der Forschungsstation immer wieder zusetzen. Die Menschen, die das Pech haben, ins eiskalte Wasser zu fallen, werden von den Haien gefressen. Sammy Cale wird bei einem Angriff am Bein gepackt und so schwer verletzt, dass er wenig später an den Folgen des Blutverlustes und Unterkühlung stirbt. Die wenigen Überlebenden sind dazu gezwungen, zu improvisieren und Waffen zu basteln, um sich gegen die Haie verteidigen zu können. In den folgenden Konflikten werden sowohl Eddie Westridge als auch Val Wu von Haien gefressen, Michael Dixon wird von mehreren Haien in Stücke gerissen. Wenig später ist das Eis durch die Angriffe der Haie so instabil geworden, dass es bricht und die Forschungsstation auf einer Scholle das Festland verlässt.
Getrennt vom Packeis, treibt die Forschungsstation auf einer Eisscholle auf dem Meer. Als das erste Meerwasser in die Station eindringt, suchen die Überlebenden nach einem Weg, Hilfe zu rufen. Neben Sauerstoffmangel stellen auch die Haie, die die Scholle verfolgen, eine Gefahr dar.

## Hintergrund
Der Film entstand im US-Bundesstaat Utah und erschien am 26. Juli 2016 in den USA. Am 18. November 2016 startete der Film in Deutschland in den Videoverleih. Am 24. November 2016 feierte der Film auf Syfy seine deutsche Free-TV-Premiere.

## Rezeption
„Hai-Horrorfilm, der im Schlepptau der „Sharknado“-Welle die Folgen der Erderwärmung für einen eiskalten Survival-Schocker nutzt.“

„Bei allen Eishailigen! Blutig schockgefroren.“

Thomas von Handle me Down findet, dass der Film im Gegensatz zu anderen The-Asylum-Produktionen „mit relativer Ernsthaftigkeit und einem Plot, der zunehmend auf Motive des Survival-Thrillers baut“ überrasche. Er bemängelt die „dramaturgische Einfalt, die mäßigen Computertricks und eine jederzeit kostenschonende Inszenierung“. Auffallend ist für ihn, dass es den Figuren, obwohl der Film überwiegend auf gefrorenem Eis in Grönland spielt, scheinbar nichts ausmacht, ins kalte Wasser zu fallen. Final befindet er, dass der „Billigheimer aber brauchbare Zerstreuung“ mit sich bringt, und vergibt 4,5 von 10 möglichen Sternen.
Im Audience Score, der Zuschauerwertung auf Rotten Tomatoes, erhielt der Film bei weniger als 50 Stimmenabgaben eine Wertung von 33 %. In der Internet Movie Database hat der Film bei über 1.300 Stimmenabgaben eine Wertung von 3,0 von 10,0 möglichen Sternen (Stand: 21. Juli 2022).